# 訃報 2016年8月
訃報 2016年8月（ふほう 2016ねん8がつ）では、2016年8月に物故した、又は物故が報じられた人物についてまとめる。

## (1日 - 15日)

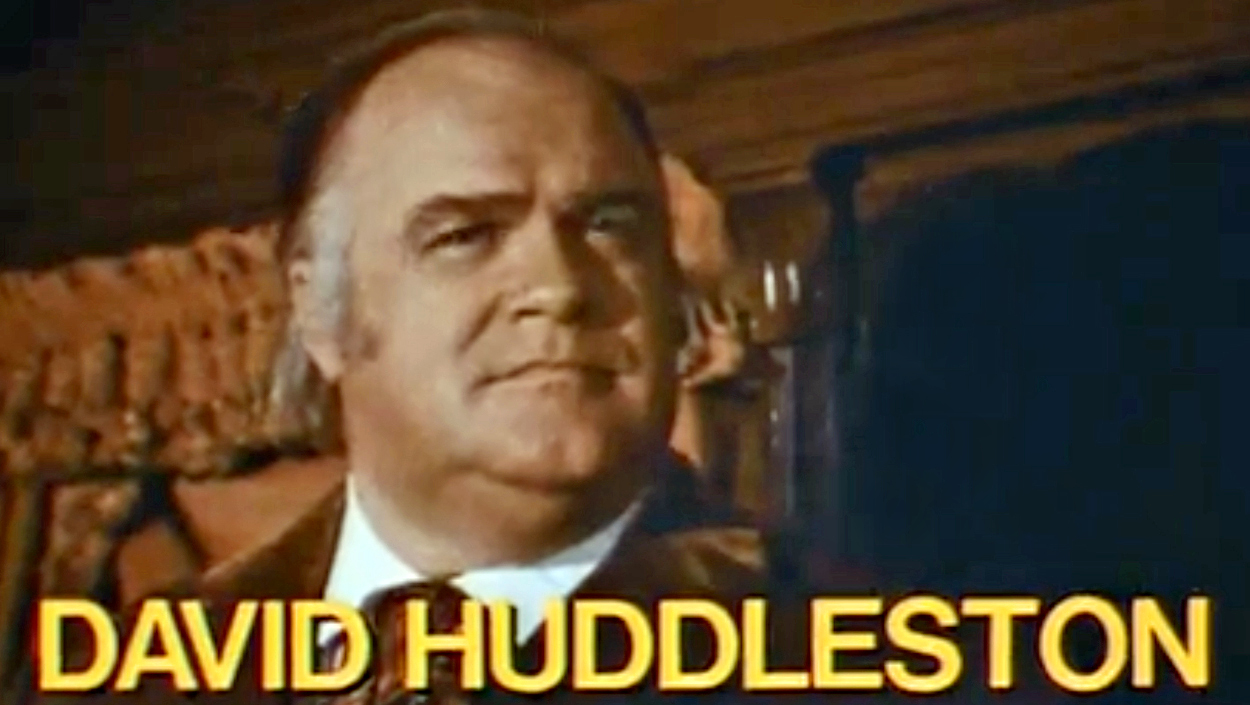
デヴィッド・ハドルストン／8月2日没

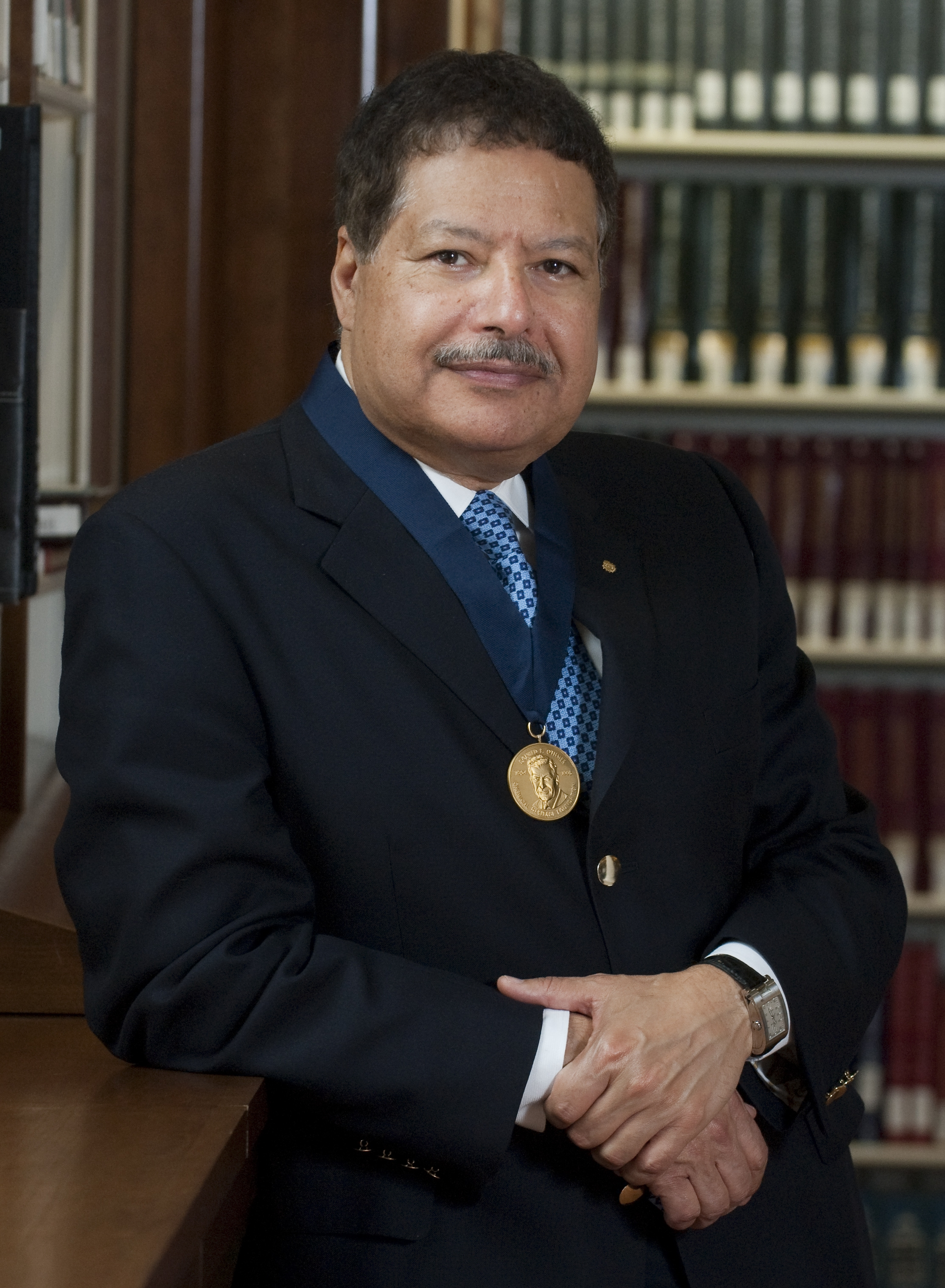
アハメッド・ズウェイル／8月2日没

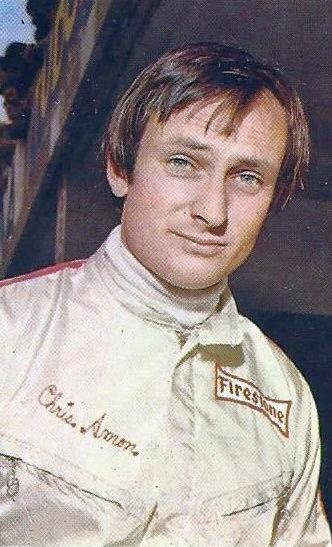
クリス・エイモン／8月3日没

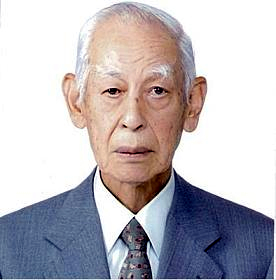
松尾敏男／8月4日没

ジェラルド・グローヴナー／8月9日没

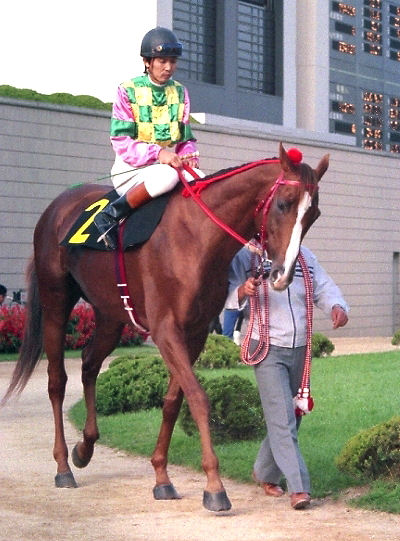
武邦彦／8月12日没

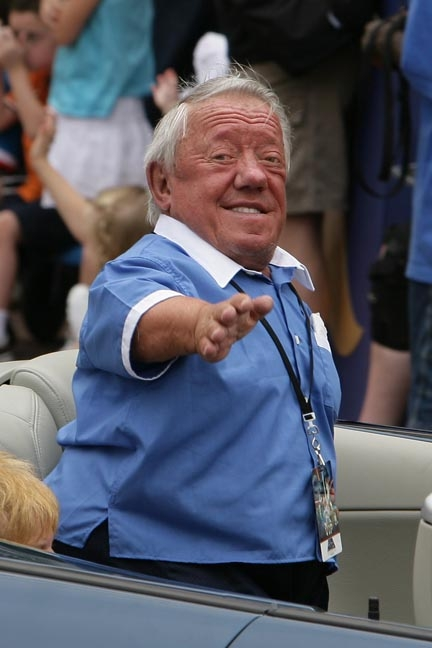
ケニー・ベイカー／8月13日没

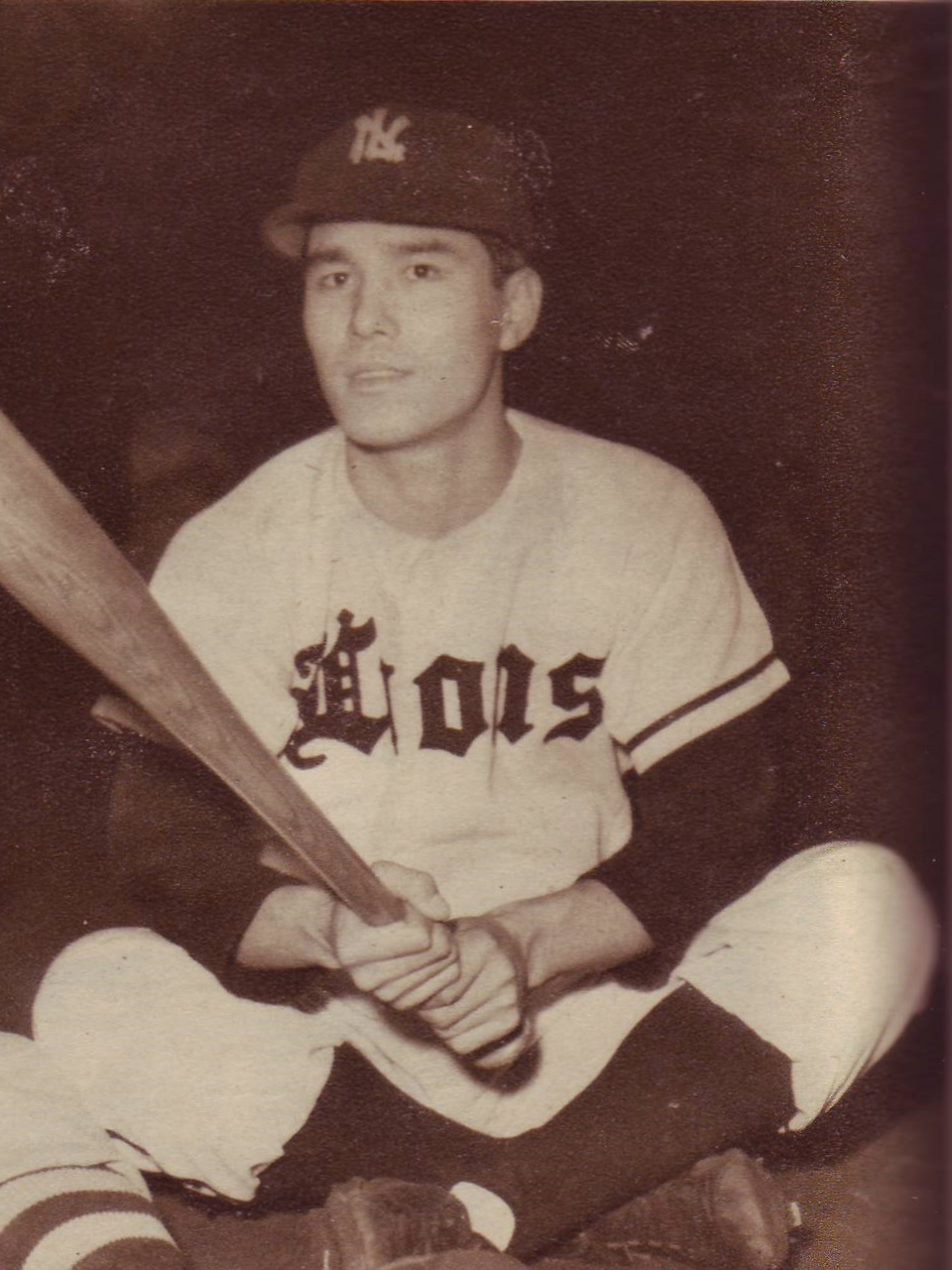
豊田泰光／8月14日没

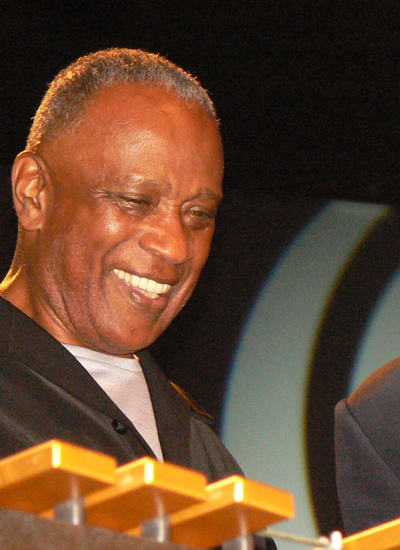
ボビー・ハッチャーソン／8月15日没

- 8月1日 - 高橋国雄、日本の政治家、元千葉県市川市長（* 1920年）[1]
- 8月1日 - 徳永宗雄（英語版）、日本のインド文学者、京都大学名誉教授（* 1944年）[2]
- 8月2日 - 太田大八、日本の絵本作家（* 1918年）[3]
- 8月2日 - 直良光洋、日本の政治家、元島根県出雲市長（* 1921年?）[4]
- 8月2日 - デヴィッド・ハドルストン、アメリカ合衆国の俳優（* 1930年）[5]
- 8月2日 - 三浦國彦、日本の声楽家、福岡教育大学名誉教授（* 1935年）[6]
- 8月2日 - アハメッド・ズウェイル、アメリカ合衆国の化学者、ノーベル化学賞受賞者（* 1946年）[7]
- 8月2日 - 海野孝、日本の体育心理学者、宇都宮大学名誉教授（* 1948年）[8]
- 8月3日 - 川井祐一、日本の実業家、元静岡鉄道会長（* 1927年）[9]
- 8月3日 - クリス・エイモン、ニュージーランドの元レーシングドライバー（* 1943年）[10]
- 8月3日 - 宮本敬文、日本の写真家（* 1966年）[11]
- 8月4日 - 東井正美、日本の経済学者、関西大学名誉教授（* 1921年）[12]
- 8月4日 - 野路道夫、日本の実業家、元三井信託銀行副社長（* 1921年）[13]
- 8月4日 - 杉光克己、日本の政治家、元佐賀県塩田町長（* 1924年?）[14]
- 8月4日 - 松尾敏男、日本の画家【日本画】（* 1926年）[15]
- 8月4日 - 薗田香融、日本の日本史・仏教学者、関西大学名誉教授（* 1929年）[16]
- 8月4日 - 皆川基、日本の洗浄学者、大阪市立大学名誉教授、元帝塚山学院大学長（* 1930年）[17]
- 8月4日 - 加藤仁、日本の実業家、元古河スカイ社長（* 1940年）[18]
- 8月4日 - 清水成駿、日本の競馬評論家（* 1948年）[19]
- 8月5日 - 染谷臣道、日本の文化人類学者、静岡大学名誉教授（* 1942年）[20]
- 8月5日 - 平田実音、日本の子役、タレント（* 1983年）[21][22]
- 8月6日 - 梅津栄、日本の俳優（* 1928年）[23]
- 8月7日 - 木村良一、日本の政治学者、青森中央学院大学名誉教授（* 1935年）[24]
- 8月7日 - 湯田利典、日本の物理学者、東京大学宇宙線研究所名誉教授（* 1939年）[25]
- 8月7日 - 楠比呂志、日本の生物学者、神戸大学大学院准教授（* 1961年）[26]
- 8月8日 - 山田登世子、日本のフランス文学者、エッセイスト、愛知淑徳大学名誉教授（* 1946年）[27]
- 8月9日 - 中山克志、日本の実業家、元富士電機副社長（* 1945年）[28]
- 8月9日 - ジェラルド・グローヴナー、イギリスの貴族、軍人、実業家、政治家、第6代ウェストミンスター公爵（* 1951年）[29]
- 8月10日 - 水原明人、日本の脚本家（* 1929年）[30]
- 8月10日 - 左海祥二郎、日本の茶道家、表千家同門会理事長、不審菴常任理事（* 1945年?）[31]
- 8月11日 - 田中阿里子、日本の小説家（* 1921年）[32]
- 8月11日 - 太田信一郎、日本の実業家、元三菱商事副社長（* 1929年?）[33]
- 8月12日 - 清水勝、日本の実業家、元河出書房新社社長（* 1925年?）[34]
- 8月12日 - 山口嘉夫、日本の物理学者、東京大学名誉教授（* 1926年）[35]
- 8月12日 - 井形昭弘、日本の医学者、名古屋学芸大学長、鹿児島大学名誉教授（* 1928年）[36]
- 8月12日 - 高見清司、日本の実業家、元フレックスアコレ会長（* 1933年?）[37]
- 8月12日 - 武邦彦、日本の騎手、調教師（* 1938年）[38]
- 8月12日 - 小松幹生、日本の劇作家（* 1941年）[39]
- 8月13日 - 下河辺淳、日本の官僚、元国土庁事務次官（* 1923年）[40]
- 8月13日 - ケニー・ベイカー、イギリスの俳優（* 1934年）[41]
- 8月14日 - 高橋貞雄、日本の実業家、元石川島播磨重工業副社長（* 1925年?）[42]
- 8月14日 - 豊田泰光、日本の元プロ野球選手【西鉄ライオンズ、国鉄スワローズ所属】、野球解説者（* 1935年）[43]
- 8月14日 - 安藤節子、日本の保育学者、聖園学園短期大学教授（* 1947年?）[44]
- 8月15日 - 唐津一、日本の評論家、東海大学名誉教授（* 1919年）[45]
- 8月15日 - 大倉敬一、日本の実業家、元月桂冠社長（* 1927年）[46]
- 8月15日 - 宮丸凱史、日本の体育学者、筑波大学名誉教授、元十文字学園女子大学学長、元十文字学園女子大学短期大学部学長（* 1937年）[47]
- 8月15日 - ボビー・ハッチャーソン、アメリカ合衆国のジャズ・ヴィブラフォン奏者（* 1941年）[48]
- 8月15日 - 鈴木雅史、日本の工学者、秋田大学教授（* 1962年）[49]
- 8月15日 - シュテファン・ヘンツェ（ドイツ語版）、ドイツのカヌー選手・指導者、2004年アテネオリンピック銀メダリスト、リオデジャネイロオリンピックドイツ選手団カヌー競技コーチ（* 1981年）[50]
- 8月15日 - 紅音ほたる、日本のAV女優（* 1983年）[51]

## (16日 - 31日)

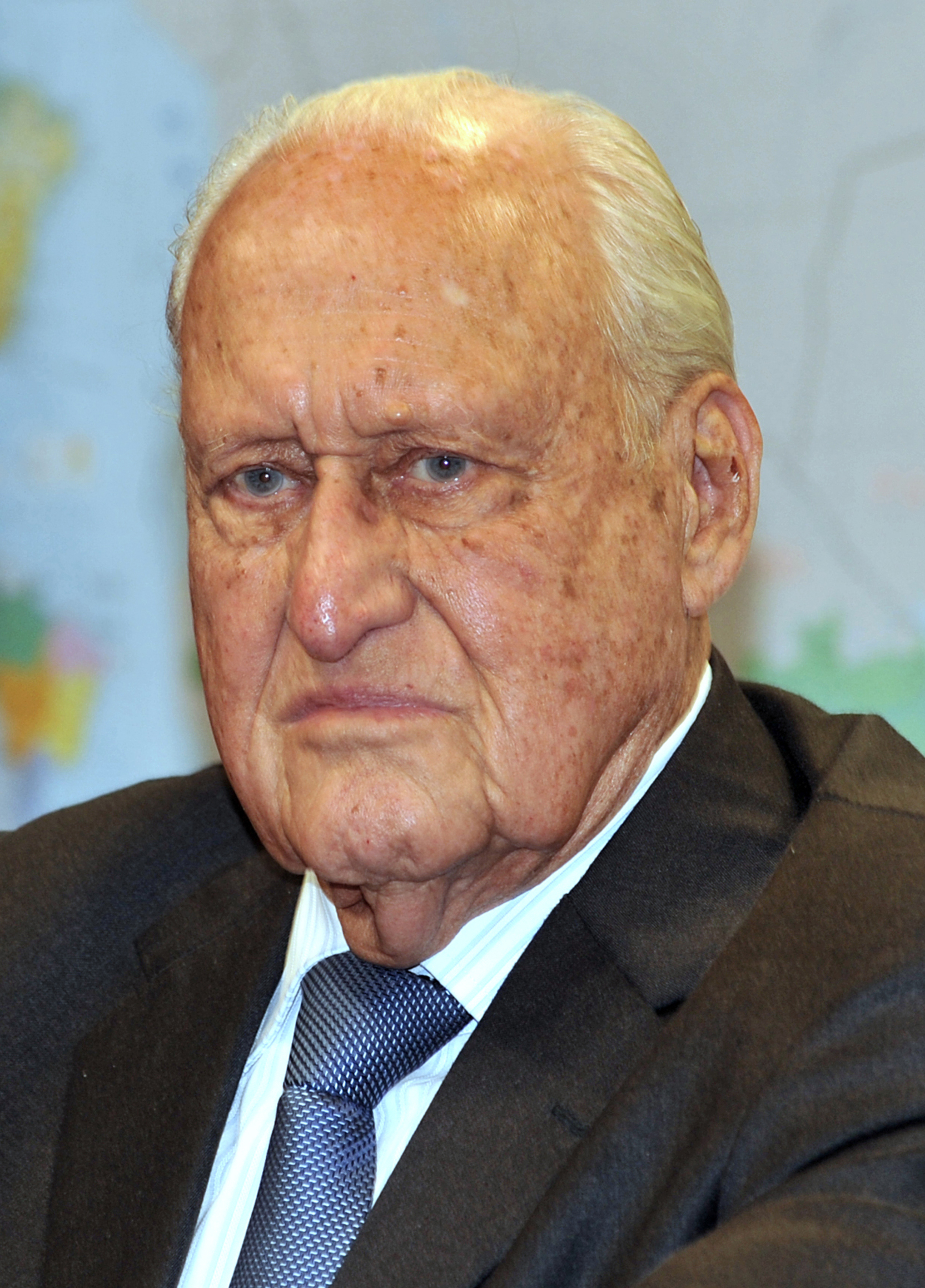
ジョアン・アヴェランジェ／8月16日没

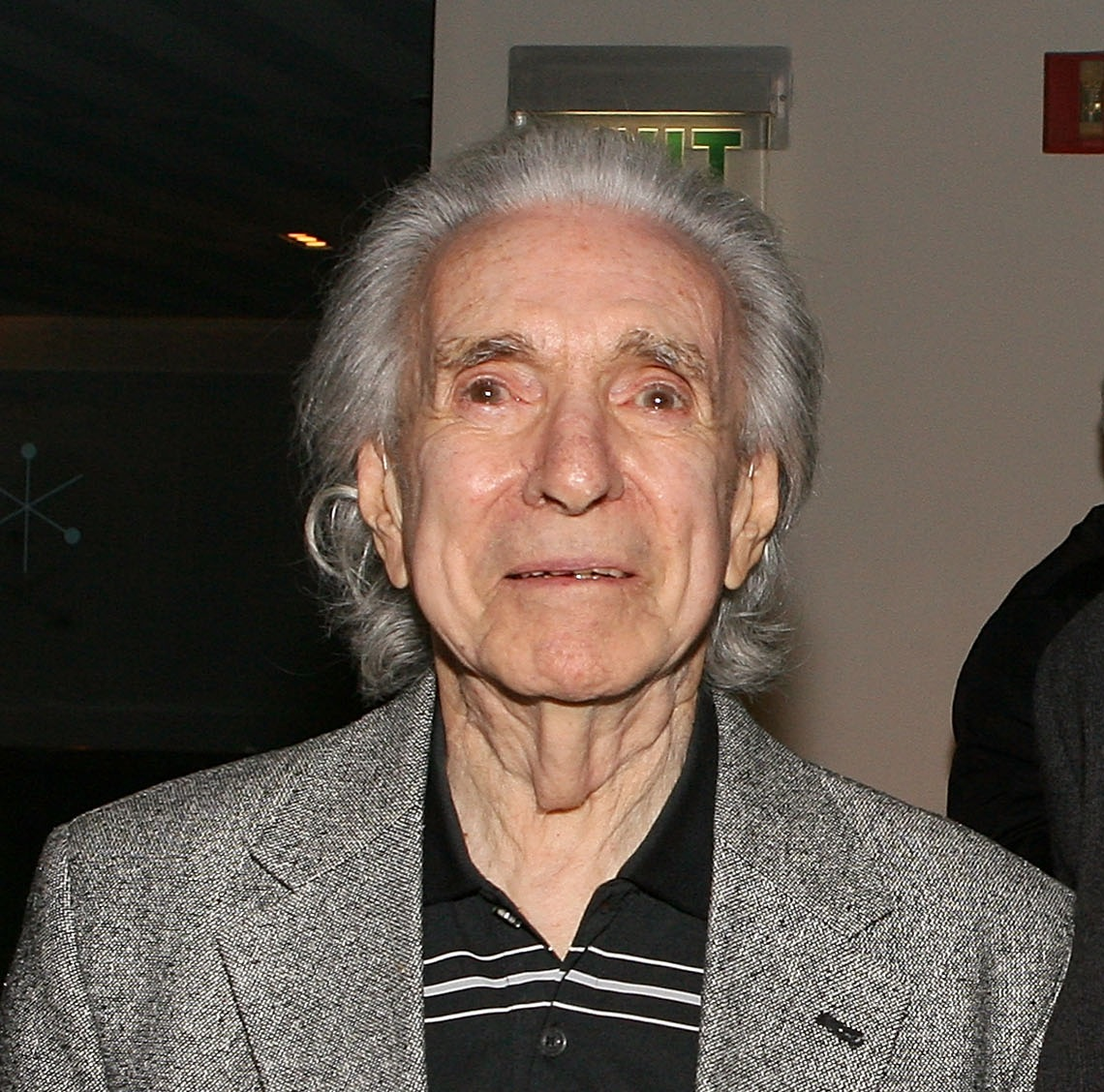
アーサー・ヒラー／8月17日没

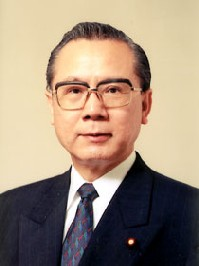
宮本一三／8月17日没

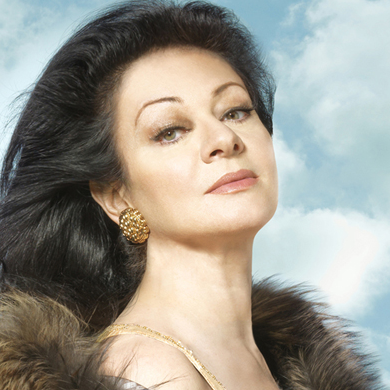
ダニエラ・デッシー／8月20日没

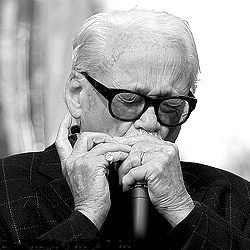
トゥーツ・シールマンス／8月22日没

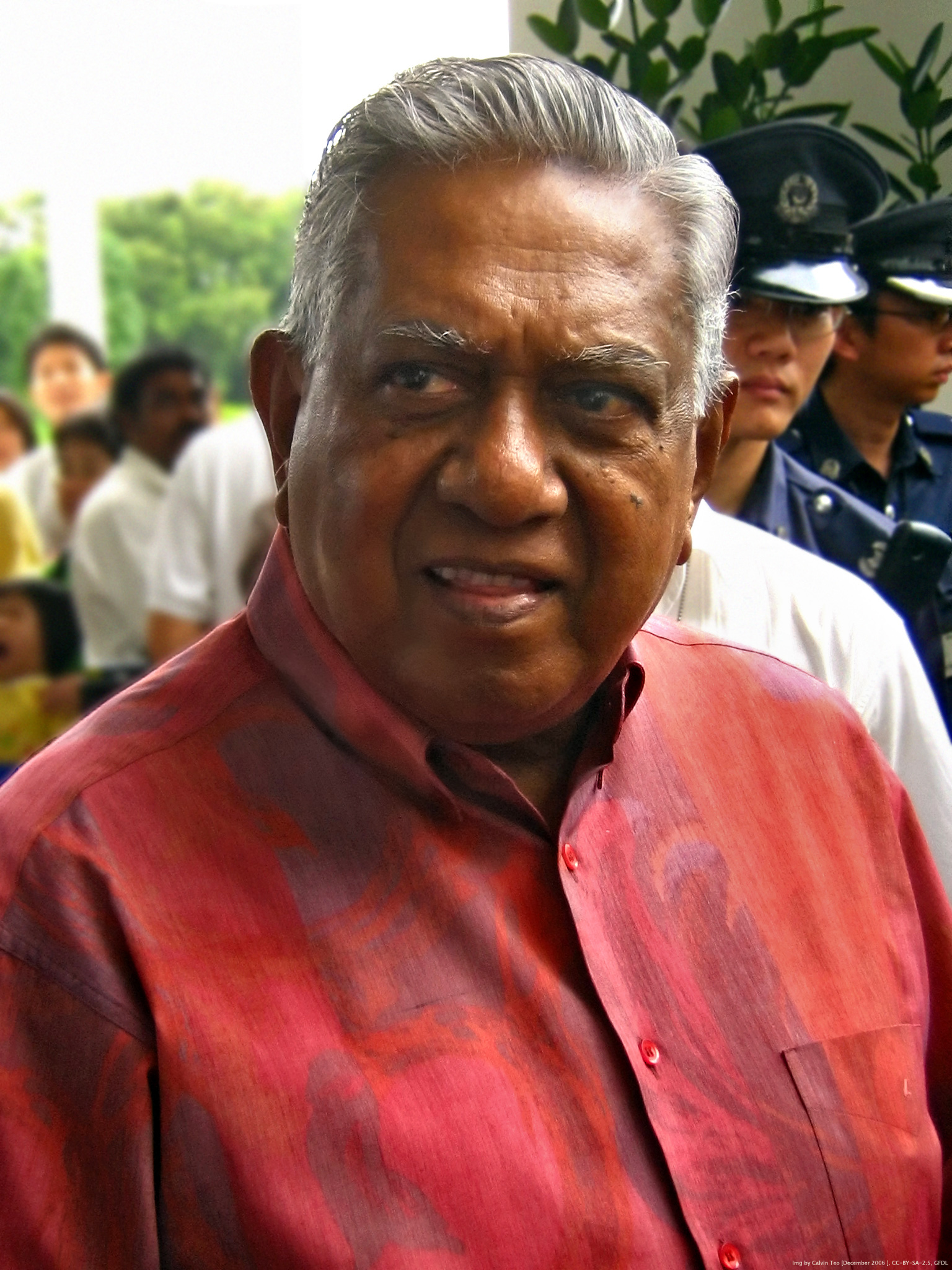
S・R・ナザン／8月22日没

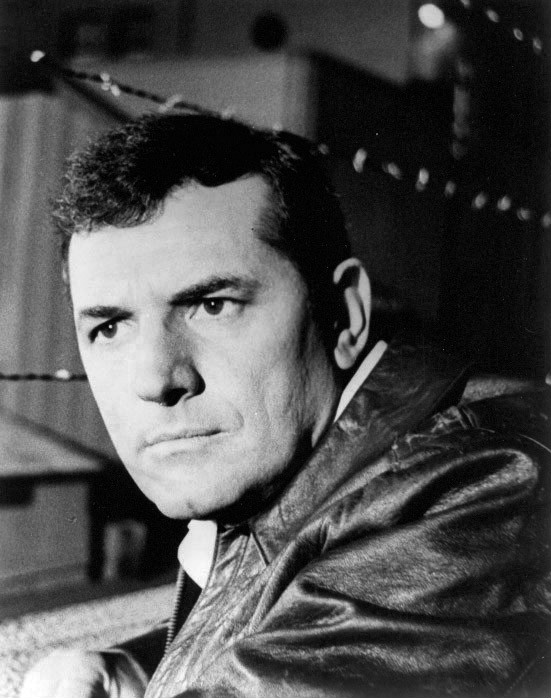
スティーヴン・ヒル／8月23日没

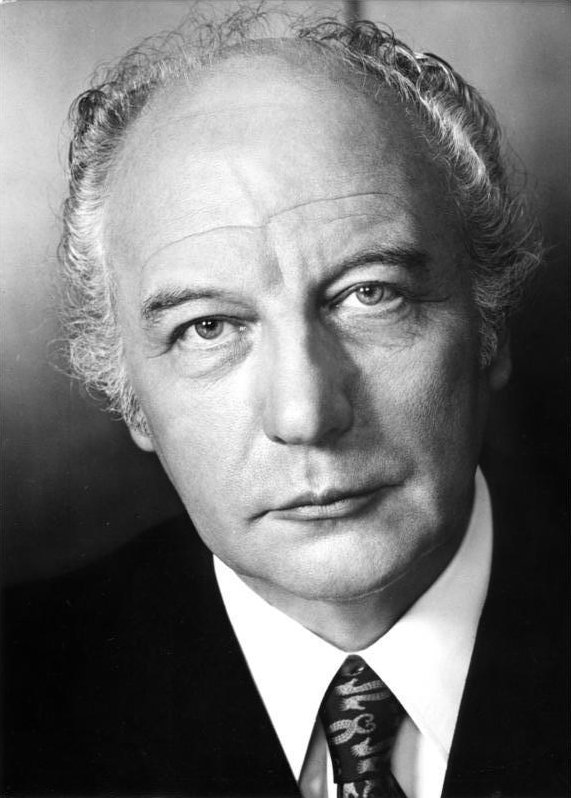
ヴァルター・シェール／8月24日没

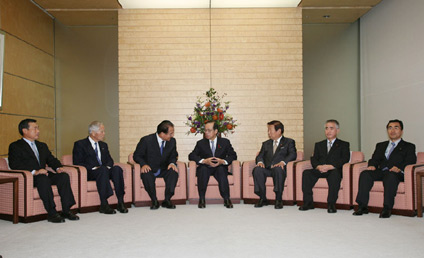
山本文男（左から2人目）／8月24日没

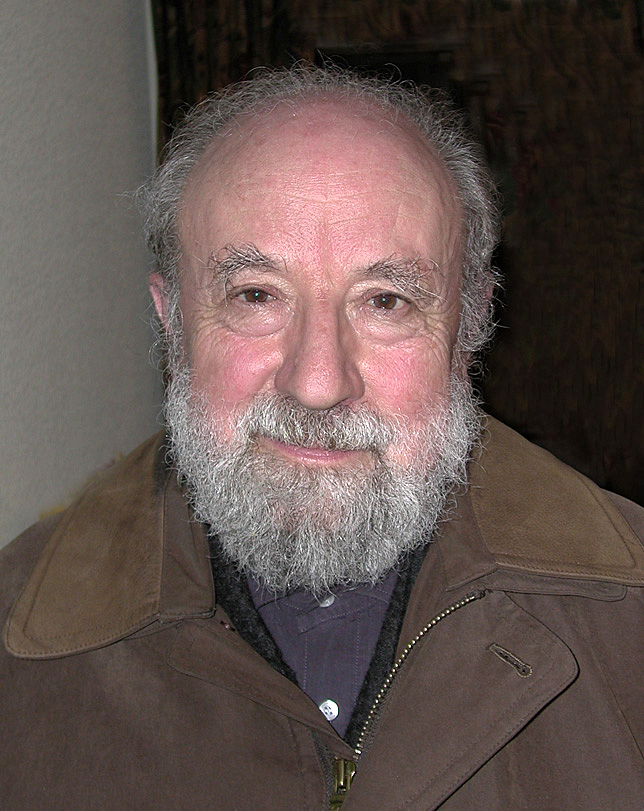
ミシェル・ビュトール／8月24日没

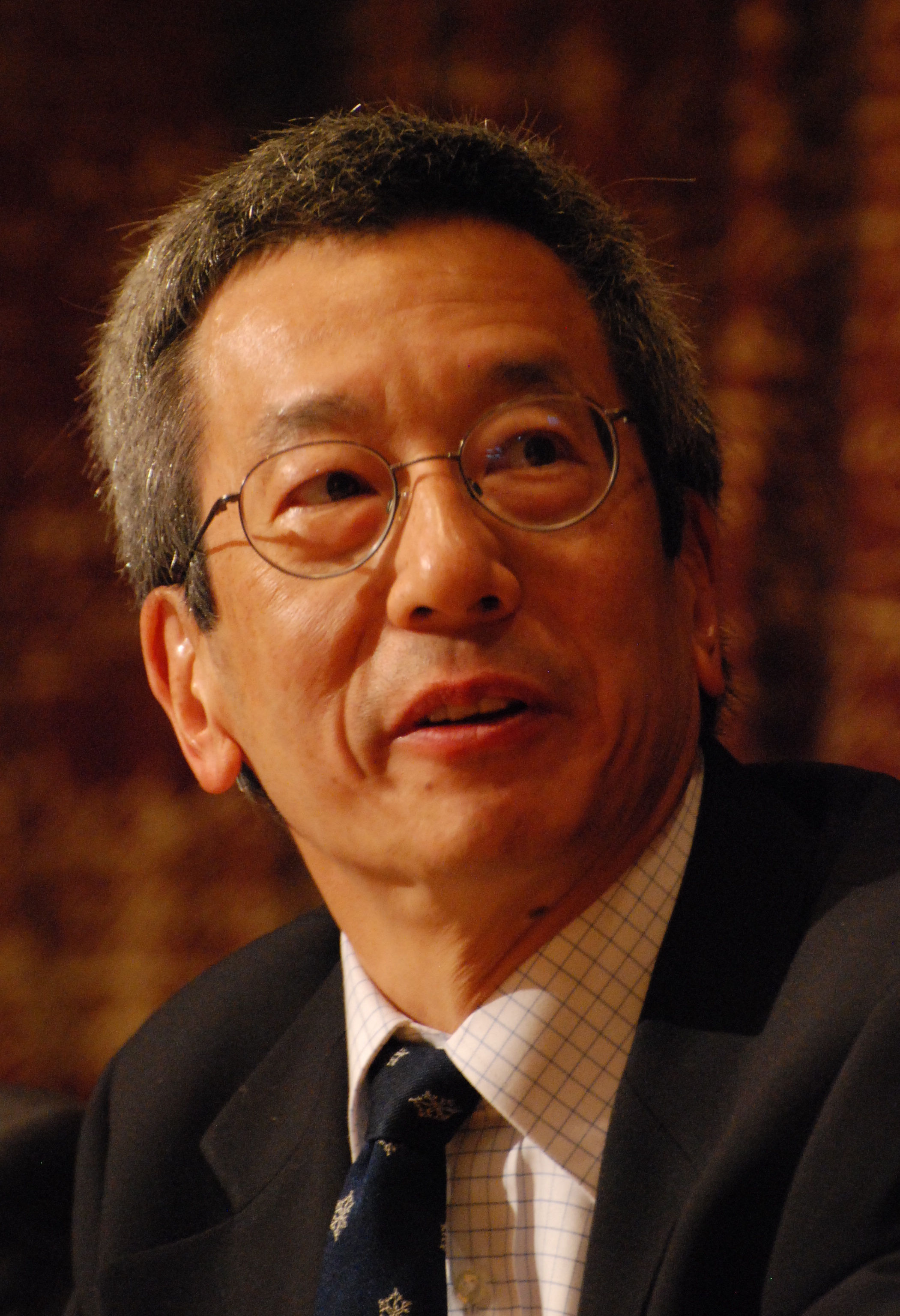
ロジャー・Y・チエン／8月24日没

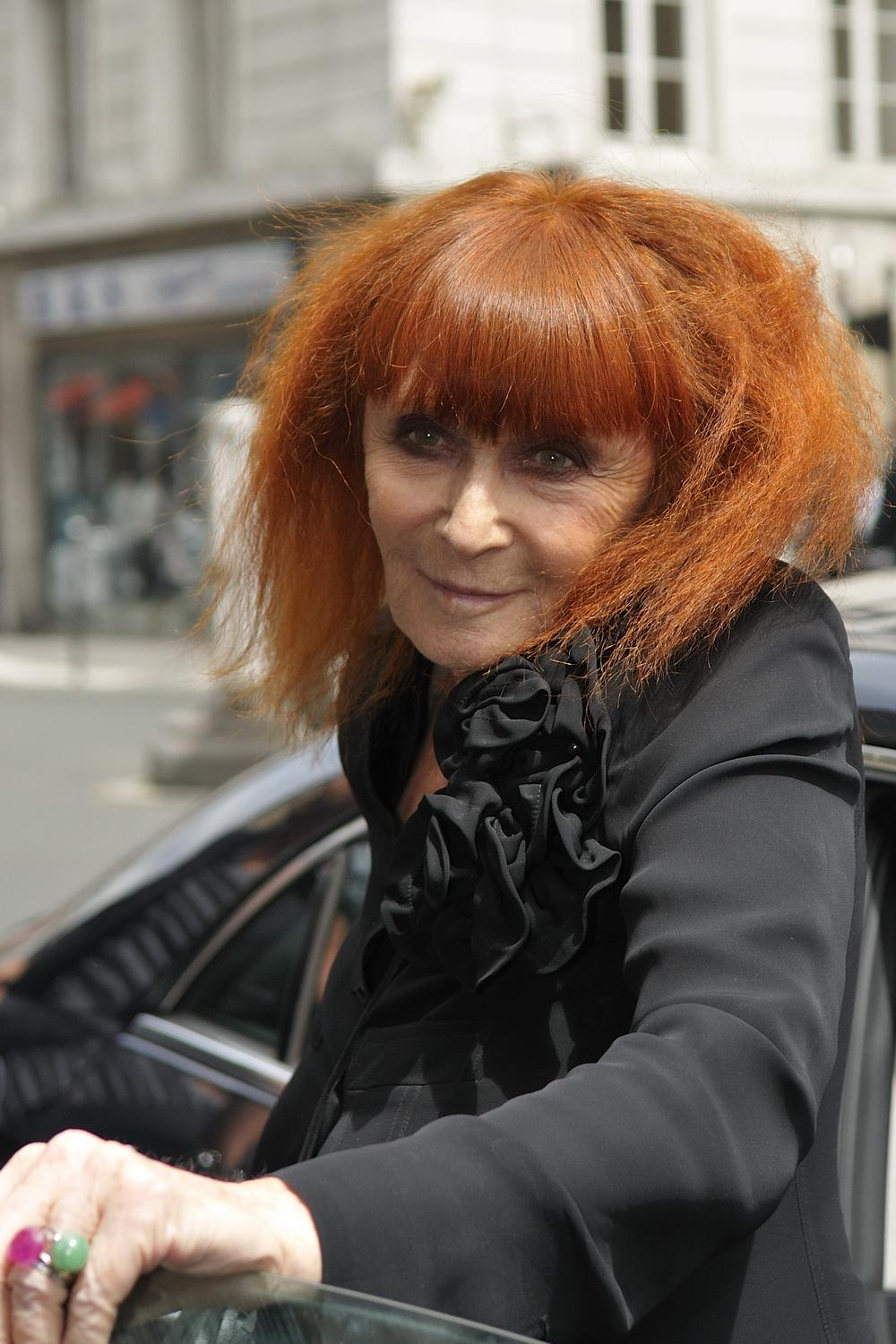
ソニア・リキエル／8月25日没

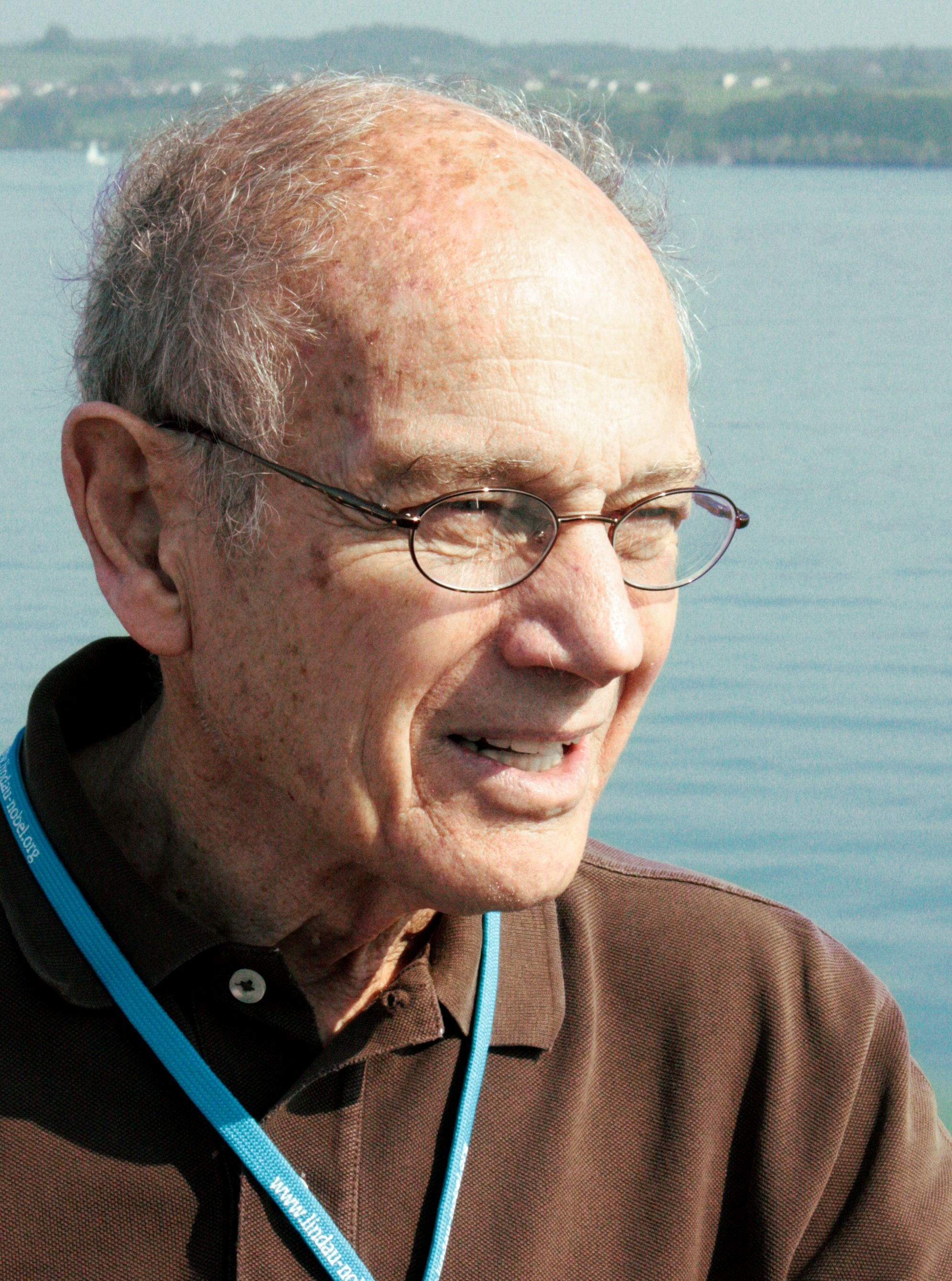
ジェイムズ・クローニン／8月25日没

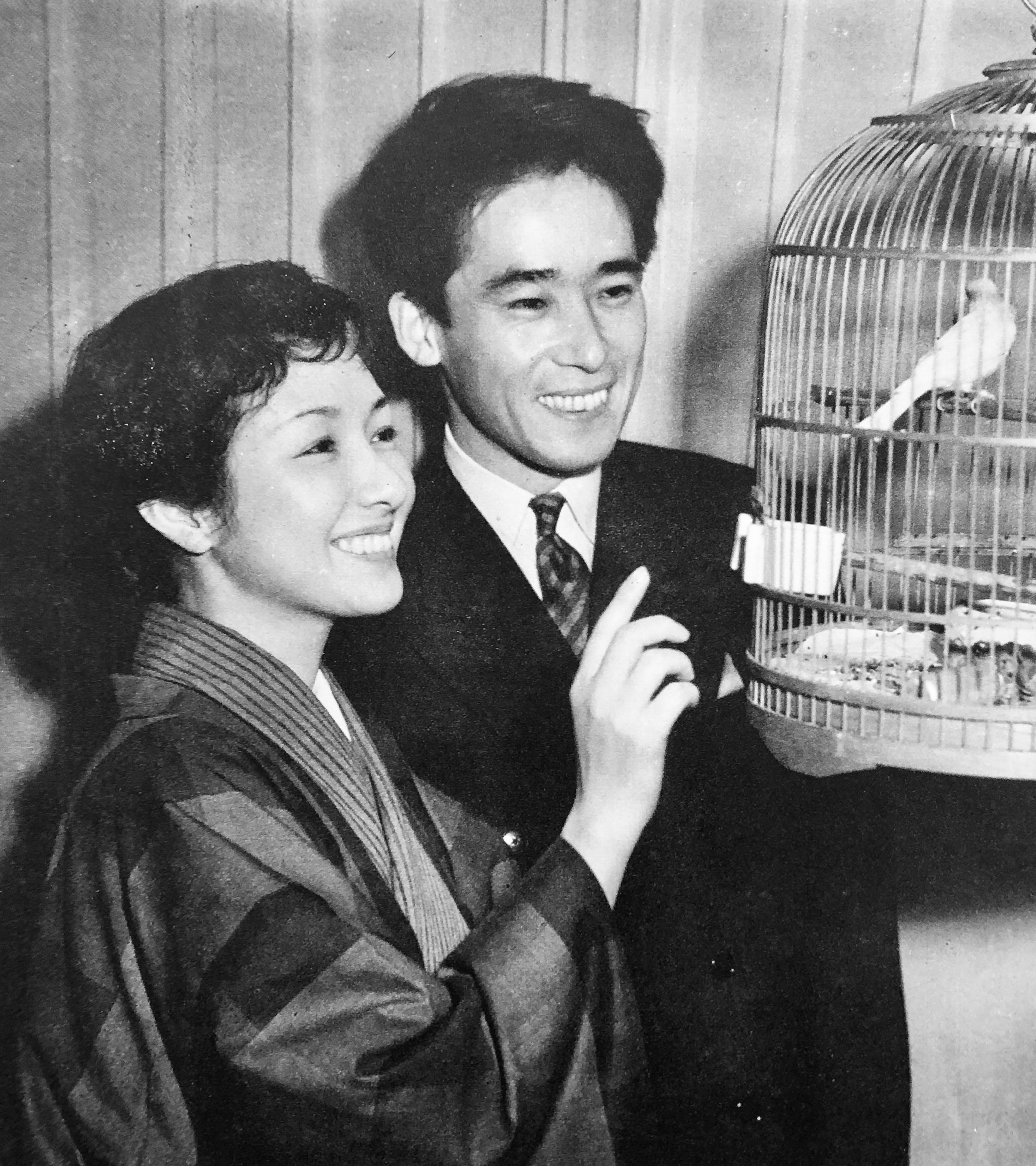
松山善三（右）／8月27日没

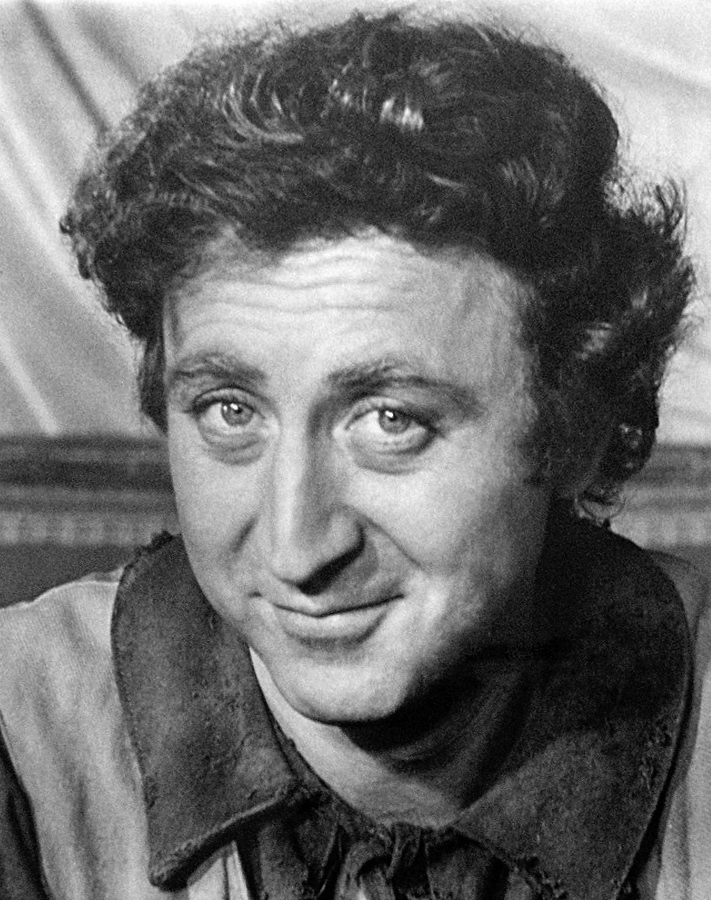
ジーン・ワイルダー／8月28日没

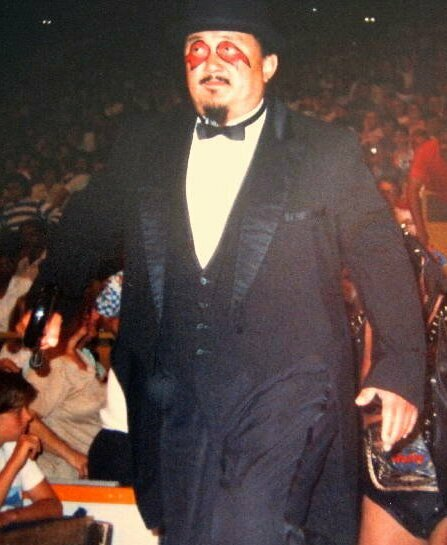
ハリー藤原／8月28日没

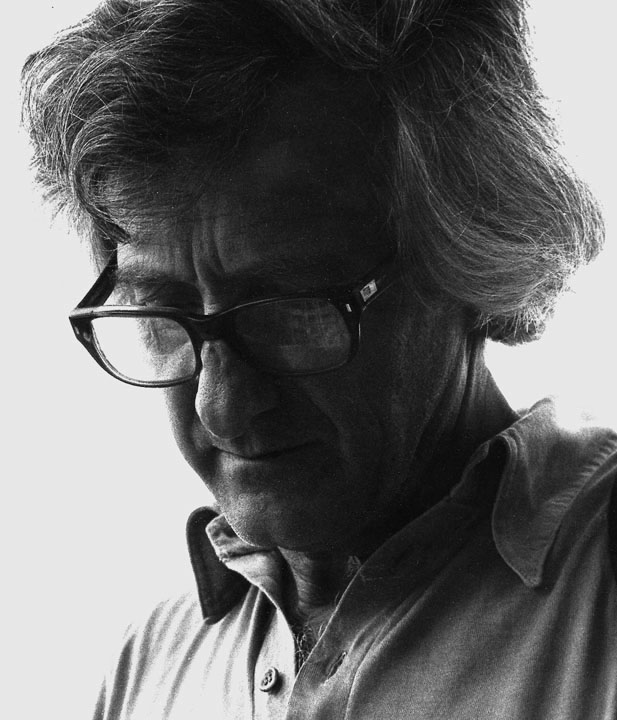
マルク・リブー／8月30日没

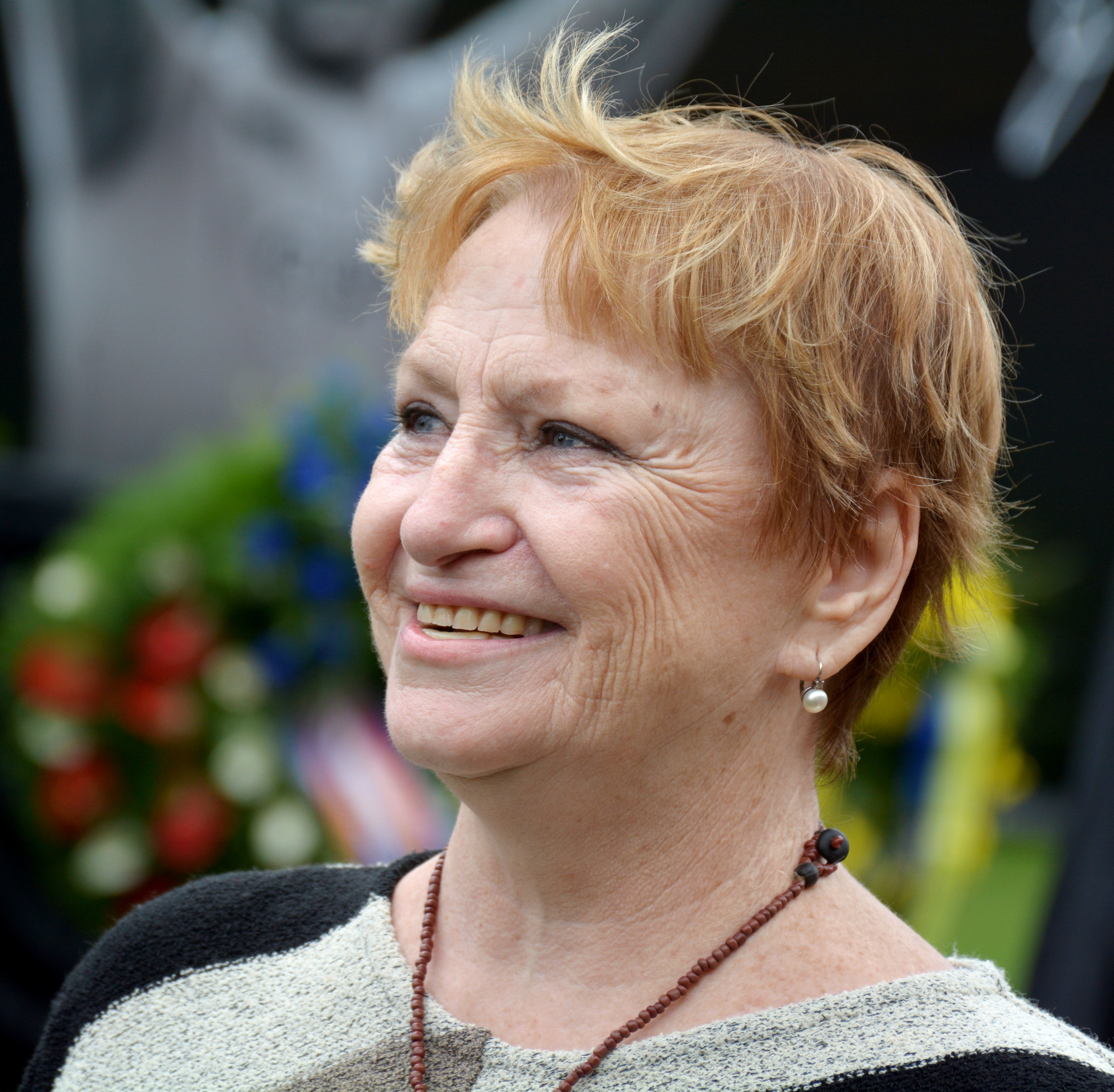
ベラ・チャスラフスカ／8月30日没

- 8月16日 - ジョアン・アヴェランジェ、ブラジルの元水泳選手、第7代国際サッカー連盟会長（* 1916年）[52]
- 8月16日 - 東克彦、日本の化学者、北海道大学名誉教授（* 1920年）[53]
- 8月16日 - 米田幸雄、日本の衛生学者、京都教育大学名誉教授（* 1924年?）[54]
- 8月16日 - 松本一郎、日本の法学者、裁判官、獨協大学名誉教授（* 1930年）[55]
- 8月16日 - 田口昻、日本の声優（* 1942年）[56]
- 8月16日 - 山下賢章、日本の映画監督（* 1944年）[57]
- 8月17日 - アーサー・ヒラー、カナダの映画監督（* 1923年）[58]
- 8月17日 - 宮本一三、日本の政治家、元衆議院議員【新生党・新進党・自由民主党所属】（* 1931年）[59]
- 8月17日 - 大塚寿郎、日本の実業家、元朝日工業社長（* 1938年?）[60]
- 8月17日 - ジョン・エレンビー、イギリスの実業家（* 1941年）[61]
- 8月17日 - 岩本謙三、日本の実業家、元片倉工業社長（* 1941年）[62]
- 8月17日 - 宇山裕美子、日本の書家、毎日書道展審査会員（* 1952年?）[63]
- 8月17日 - 細野俊晴、日本の実業家・アナウンサー【山梨放送、静岡第一テレビ】、静岡第一テレビ取締役（* 1954年）[64]
- 8月18日 - エルンスト・ノルテ（英語版）、ドイツの歴史家（* 1923年）[65]
- 8月19日 - 赤尾昭彦、日本の実業家、セイコーマート代表取締役会長（* 1940年）[66]
- 8月20日 - 菊池智、日本の実業家、京葉ガス会長（* 1923年）[67]
- 8月20日 - 吉田文雀、日本の文楽人形遣い（* 1928年）[68]
- 8月20日 - 石川ワタル、日本の競馬評論家、独自のスピード指数「石川式時計理論」の考案者（* 1947年）[69]
- 8月20日 - ダニエラ・デッシー、イタリアのオペラ歌手（* 1957年）[70]
- 8月21日 - むのたけじ、日本のジャーナリスト（* 1915年）[71]
- 8月21日 - 林康隆、日本の政治家、元愛知県旭町長（* 1918年?）[72]
- 8月21日 - 平松守彦、日本の官僚、政治家、元大分県知事（* 1924年）[73]
- 8月21日 - 井上浩、日本の実業家、元井上誠昌堂社長（* 1945年?）[74]
- 8月21日 - 十勝花子、日本の女優、タレント（* 1946年）[75]
- 8月21日 - 山本重雄、日本の実業家、エスワイフード（世界の山ちゃん）創業者（* 1957年）[76][77]
- 8月21日 - 金英漢（朝鮮語版）、韓国の官僚、前大統領室民情首席秘書官（* 1957年）[78]
- 8月22日 - トゥーツ・シールマンス、ベルギーのジャズ・ハーモニカ奏者（* 1922年）[79]
- 8月22日 - S・R・ナザン、シンガポールの政治家、外交官、第6代大統領（* 1924年）[80]
- 8月22日 - 稲葉甲子雄、日本の税理士、元日本税理士会連合会副会長（* 1924年）[81]
- 8月22日 - 真継伸彦、日本の作家（* 1932年）[82]
- 8月22日 - 前田勲男、日本の政治家、元自由民主党参議院議員、第59代法務大臣（* 1943年）[83]
- 8月23日 - スティーヴン・ヒル、アメリカ合衆国の俳優（* 1922年）[84]
- 8月23日 - 尾高暉重、日本の地方公務員、元神奈川県副知事（* 1944年）[85]
- 8月24日 - ヴァルター・シェール、ドイツの政治家、第4代西ドイツ大統領（* 1919年）[86][87]
- 8月24日 - 山本文男、日本の政治家、元全国町村会会長、前福岡県添田町長（* 1926年）[88]
- 8月24日 - ミシェル・ビュトール、フランスの小説家、詩人（* 1926年）[89]
- 8月24日 - ロジャー・Y・チエン、アメリカ合衆国出身の中国系アメリカ人の生化学者、ノーベル化学賞受賞者（* 1952年）[90]
- 8月25日 - ソニア・リキエル、フランスのファッションデザイナー（* 1930年）[91]
- 8月25日 - 林紀一郎、日本の美術評論家、元新潟市美術館館長（* 1930年）[92]
- 8月25日 - ジェイムズ・クローニン、アメリカ合衆国の物理学者、ノーベル物理学賞受賞者（* 1931年）[93]
- 8月25日 - 永野耐造、日本の法医学者、金沢大学名誉教授（* 1931年）[要出典]
- 8月25日 - 山野彰英、日本の実業家、ヤマノホールディングス会長、堀田丸正会長（* 1939年）[94]
- 8月26日 - 滝井宏一、日本の実業家、元関東電化工業社長（* 1929年）[95]
- 8月26日 - 川西政明、日本の文芸評論家（* 1941年）[96]
- 8月27日 - 松山善三、日本の映画監督、脚本家（* 1925年）[97]
- 8月27日 - 菅野二郎、日本の実業家、元中越パルプ工業社長（* 1935年）[98]
- 8月27日 - 槙原紘、日本の実業家、元三井金属社長（* 1939年）[99]
- 8月28日 - 斉藤義則、日本の実業家、元大建工業社長（* 1921年?）[100]
- 8月28日 - 松垣裕、日本の歴史学者、元熊本県立大学学長（* 1924年）[101]
- 8月28日 - 葉山修平、日本の作家、詩人（* 1930年）[102]
- 8月28日 - ジーン・ワイルダー、アメリカ合衆国の俳優、映画監督（* 1933年）[103]
- 8月28日 - ハリー藤原（ミスター・フジ）、アメリカ合衆国のプロレスラー（* 1934年）[104]
- 8月28日 - フアン・ガブリエル（英語版）、メキシコの歌手（* 1950年）[105]
- 8月29日 - 桐山靖雄、日本の宗教家、阿含宗開祖（* 1921年）[106]
- 8月29日 - 横野孝、日本の政治家、元岡山県美甘村長（* 1931年?）[107]
- 8月29日 - 三角八朗、日本の俳優（* 1935年）[108]
- 8月30日 - マルク・リブー、フランスの写真家（* 1923年）[109]
- 8月30日 - ベラ・チャスラフスカ、チェコの元体操選手（* 1942年）[110]
- 8月31日 - 早川昭二、日本の政治家、元福井県名田庄村長（* 1927年?）[111]
- 8月31日 - 三好銀、日本の漫画家（* 1955年）[112]
- 8月31日 - 薬師神真之、日本のプロ野球選手（独立リーグ）（* 1991年）[113]
- 8月31日 - 伊藤元太、日本の子役、2008年度 - 2010年度てれび戦士（* 1998年）[114][115]